# Aerocomp Comp Air 8
Die Comp Air 8 ist ein einmotoriges Turbopropflugzeug des Herstellers Comp Air mit sechs bis acht Sitzen. Das Flugzeug wird als kompletter Bausatz ohne Triebwerk für den Amateurbau angeboten.
Die Comp Air 8 entspricht im Wesentlichen der Comp Air 7; allerdings wurde der aus Kohlenstofffaser-Verbundwerkstoffen hergestellte Rumpf um 61 cm verlängert. Es können nun sechs Erwachsene und zwei Kinder befördert werden. Die Maschine ist ein konventionell ausgelegter Schulterdecker, der wahlweise mit einem Spornrad- oder Bugradfahrwerk ausgerüstet werden kann. Es sind auch Ausführungen als Wasserflugzeug mit Schwimmern erhältlich.

## Technische Daten
| Kenngröße            | Daten                                                               |
| -------------------- | ------------------------------------------------------------------- |
| Besatzung            | 1                                                                   |
| Passagiere           | 5 bis 7                                                             |
| Länge                | 9,61 m                                                              |
| Spannweite           | 10,68 m                                                             |
| Höhe                 | 2,75 m                                                              |
| Flügelfläche         | 22,02 m²                                                            |
| Leermasse            | 1270 bis 1400 kg                                                    |
| max. Startmasse      | 2180 bis 2540 kg                                                    |
| Reisegeschwindigkeit | 360 bis 400 km/h                                                    |
| Reichweite           | 800 bis 1100 km                                                     |
| Triebwerke           | ein Turboproptriebwerk Walter M 601D mit einer Leistung von 657 WPS |